# Bornmuellera
Bornmuellera é um género botânico pertencente à família Brassicaceae.